# Автомагістраль A2 (Польща)
Автомагістраль A2, Автомагістраль Свободи (пол. Autostrada Wolności) — частково платна польська автомагістраль. Перетинає Польщу з заходу на схід і є польською ділянкою міжнародного автошляху E30. Є продовженням німецького автобану  (напрям Берлін). На заході розпочинається в Сьвецьку (Ґміна Слубіце), проходить поблизу Познані, Лодзі, через Варшаву (де означена як швидкісна дорога S2). Закінчуватиметься у пункті пропуску Кукурики/Казловічи на кордоні з Білоруссю.
Загальна довжина готової автомагістралі має становити близько 657 км. Станом на червень 2016 року збудовано 454-кілометровий західний відрізок від кордону з Німеччиною до Варшави, східну частину південної об'їзної Варшави (швидкісна дорога S2) та 21-кілометровий відрізок Хощувка-Стоєцька (Мінський повіт) — Калушин на схід від Варшави. Для легкових автомобілів платними є відрізки від німецького кордону до Коніна (крім об'їздної Познані) та від Коніна до Лодзі.

Назву «Autostrada Wolności» автомагістраль отримала 4 червня 2014 року, у 25 річницю парламентських виборів у Польщі в 1989 році. Пам'ятну таблицю біля автомагістралі на території ґміни Брвінув відкрили президент Польщі Броніслав Коморовський та президент Німеччини Йоахім Гаук.

## Маршрут
Автомагістраль A2 перетинається чи з'єднується з такими автомагістралями та швидкісними дорогами (з заходу на схід):
- Свиноустя — Любавка (кордон CZ)
- Оструда — Вроцлав
- Кошалін — Пижовіце (Ґміна Ожаровіце)
- Гданськ — Ґожички (Ґміна Ґожице, кордон CZ)
- Гданськ — Рабка-Здруй
- Вроцлав — Білосток

Розв'язка A2-S3
Розв'язка A2-S5-S11 (Познань-Захід)
Розв'язка A2-A1
Розв'язка A2-S7-S8